# Jedrska elektrarna Kozloduj
Jedrska elektrarna Kozloduj (bolgarsko АЕЦ „Козлодуй“ – Atomna električeska centrala  „Kozloduj“) je edina jedrska elektrarna v Bolgariji. Stoji ob reki Donavi vzhodno od mesta Kozloduj, okoli 200 km severno od prestolnice Sofije in blizu meje z Romunijo. 
Elektrarna ima šest reaktorjev, od katerih obratujeta dva (blok 5 in 6); starejši bloki 1–4 so bili zaustavljeni pred letom 2007. Trenutno obratujoča tlačnovodna reaktorja modela VVER-1000 imata skupno moč 2000 MW in sta v letu 2020 proizvedla 16.626 GWh električne energije.